# Bergkapelle (Illingen)

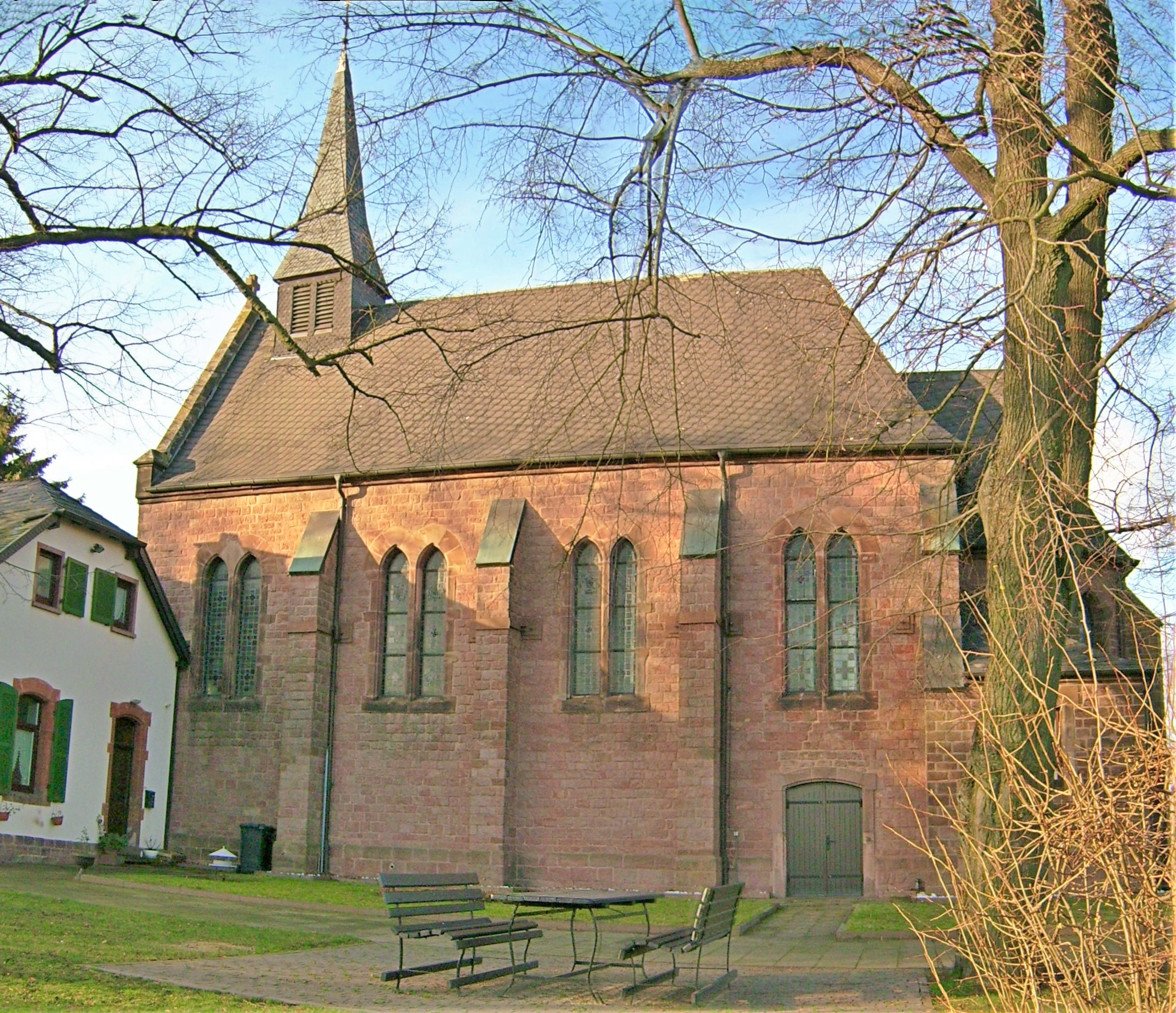
Seitenansicht der Kapelle

Die Bergkapelle Zu den Sieben Schmerzen Mariens mit der Pietà von Matthias Weyser wurde vermutlich im 16. Jahrhundert unter der Regentschaft des Ritters Heinrich von Kerpen (1541–1557) gebaut. Für das Jahr 1555 spricht ein Gedenkstein (Epitaph) in der Kapelle. Sie steht zwischen Illingen und Steinertshaus auf einer Anhöhe.

## Geschichte
Die heutige Bergkapelle wurde 1901 von Wilhelm Hector im neugotischen Stil errichtet. Es ist die vierte Wallfahrtskapelle auf diesem Boden. Anziehungspunkt ist eine ausdrucksvolle Weyser-Pietà im Altarraum, die seit 1797 nachgewiesen ist. Viele Votivtafeln vor dem Haupteingang und ein Sandsteinkreuz geben Zeugnis dankbarer Wallfahrer, die Trost bei Krankheiten und in persönlichen Notlagen suchen. 1716 soll es zu einer Wunderheilung bei einem Mann aus Schiffweiler gekommen sein. Hilfe bei Augenkrankheiten versprach man sich vom Wasser des Liebfrauenbrunnens, der 1799 erstmals erwähnt wurde. Der Name zu den Sieben Schmerzen Mariens ist seit 1680 dokumentiert. 
Bekannt geworden sind die jährliche Männerwallfahrt an Christi Himmelfahrt. Die Wallfahrt der Sinti aus Südwestdeutschland und den Benelux-Staaten am ersten Oktoberwochenende wurde 1955 als Zigeunerwallfahrt (wie auch in Saintes-Maries-de-la-Mer) von Pastor Arnold Fortuin initiiert.
In den Räumen der ehemaligen Küsterwohnung öffnete im Juli 2019 ein Café.

## Orgel

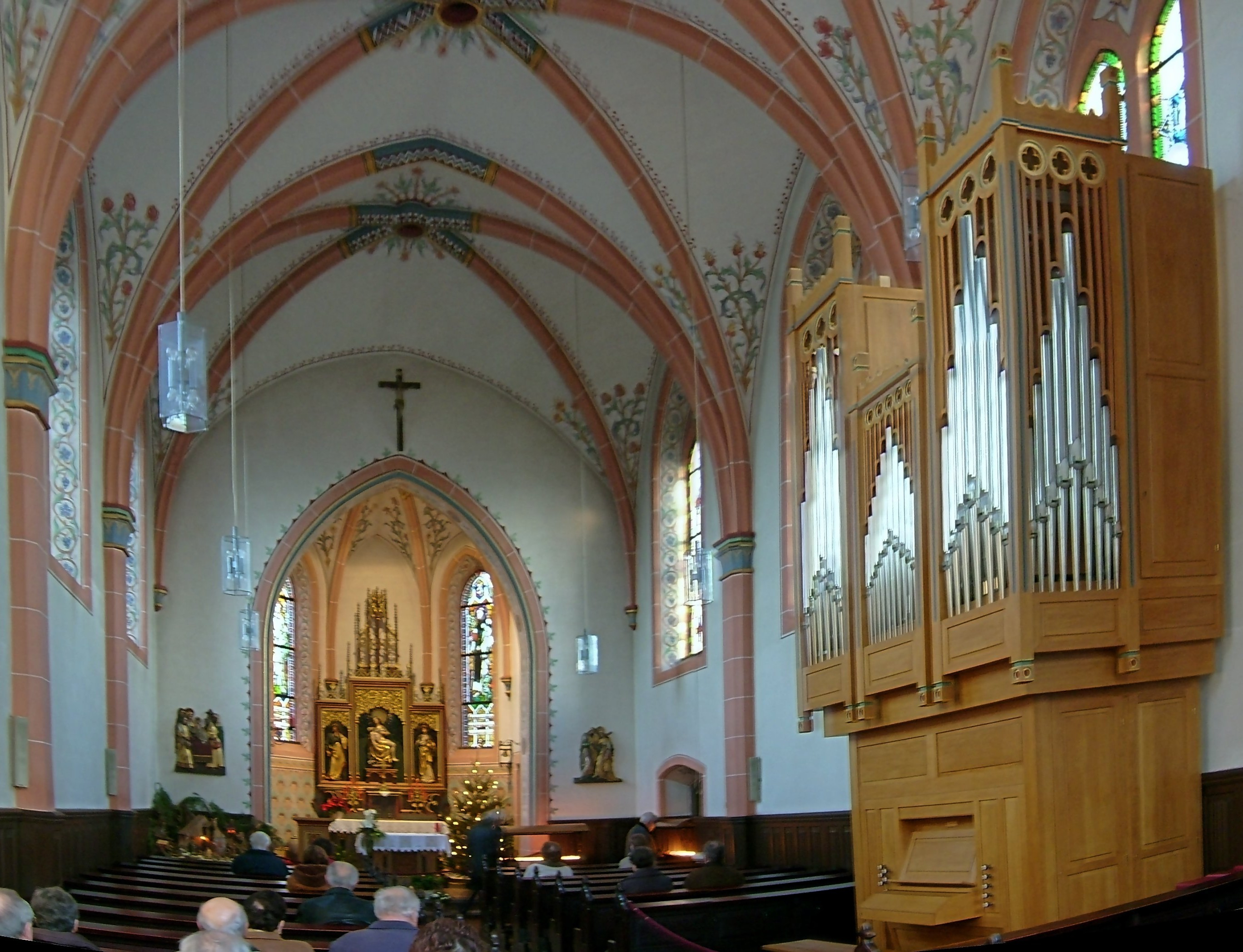
Kirchenraum mit Orgel

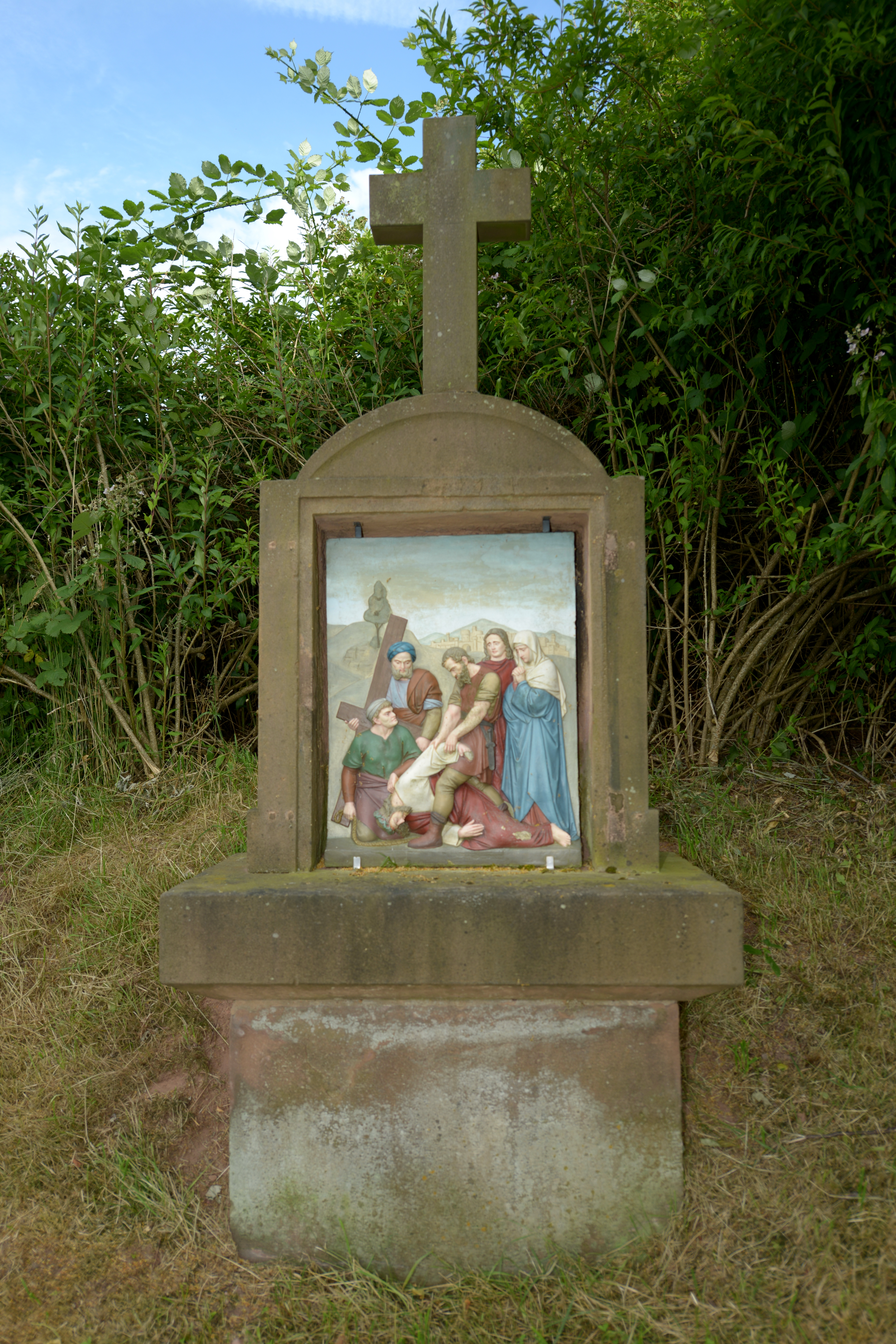
Station Nr. IV der Sieben Fußfälle

Die Orgel der Bergkapelle wurde 1999 von der Orgelbaufirma Hugo Mayer (Heusweiler) erbaut. Das Gehäuse ist aus Elsässischer Eiche gemacht. Das rein mechanische Instrument hat 11 Register auf zwei Manualen und Pedal. Die Offenflöte 8′ und der Prinzipal 4′ im Hauptwerk haben gotische Spitzlabien.
| I Hauptwerk C–g3 |             |    |
| 1.               | Offenflöte  | 8′ |
| 2.               | Salicional  | 8′ |
| 3.               | Principal   | 4′ |
| 4.               | Koppelflöte | 4′ |
| 5.               | Superoctave | 2′ |

| II Positiv C–g3 |             |       |
| 6.              | Holzgedackt | 8′    |
| 7.              | Gemshorn    | 4′    |
| 8.              | Larigot II  | 1 ⁄3′ |
| 9.              | Schalmay    | 8′    |
|                 | Tremulant   |       |

| Pedal C–f1 |          |     |
| 10.        | Subbaß   | 16′ |
| 11.        | Baßflöte | 8′  |

- Koppeln: II/I, I/P, II/P

## Stationenweg
Der Stationenweg befindet sich an der Gymnasialstraße/L 265 auf dem Weg zur Bergkapelle und umfasst auf 500 Metern Länge sieben Sandsteinstelen. Die darin eingelassenen Reliefs zeigen die sieben Schmerzen Marias um ihren Sohn. Die erste urkundliche Erwähnung der Sieben Fußfälle geht auf das Jahr 1747 zurück.

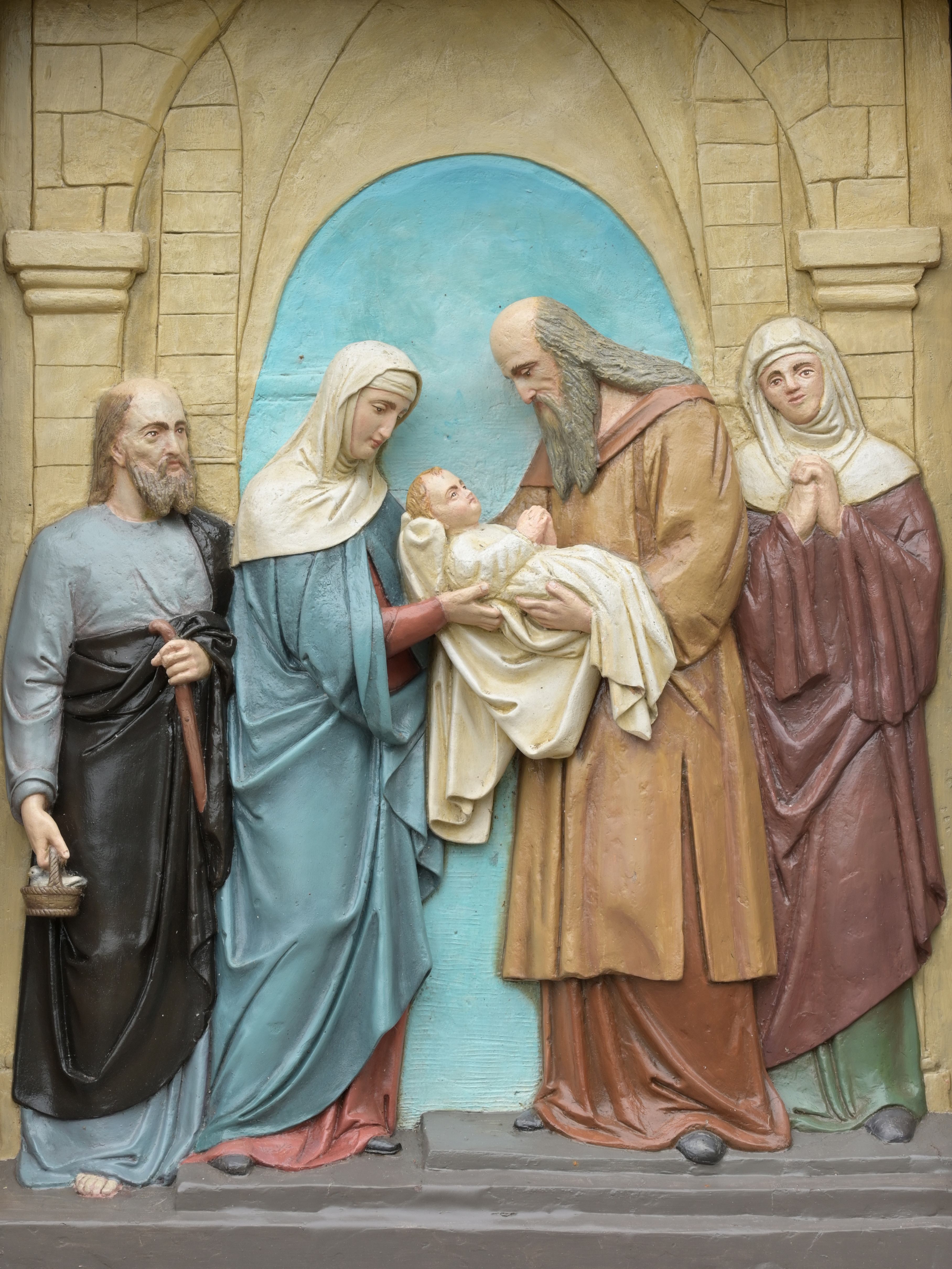
I. Die Weissagung des Simeons
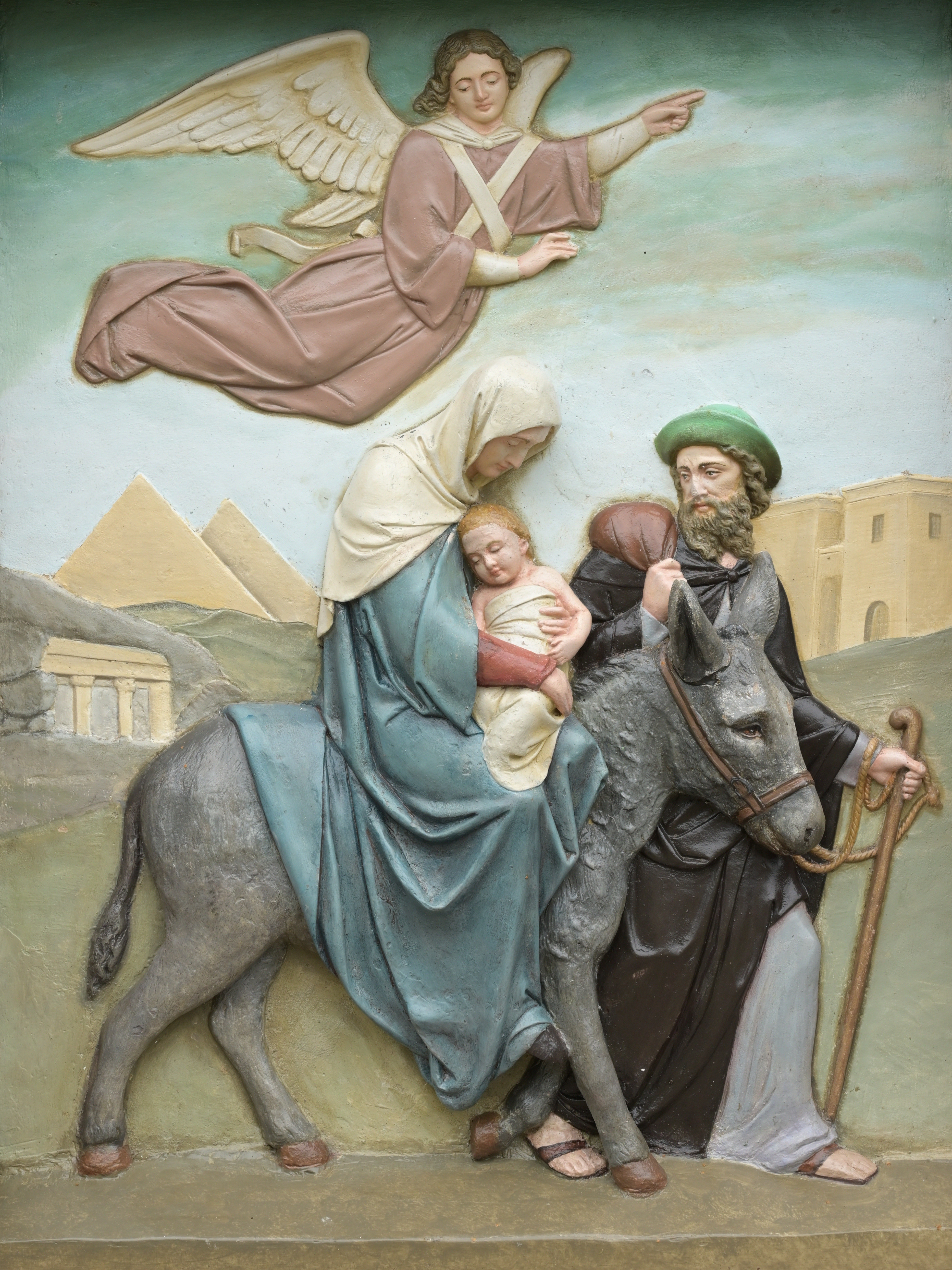
II. Die Flucht nach Ägypten
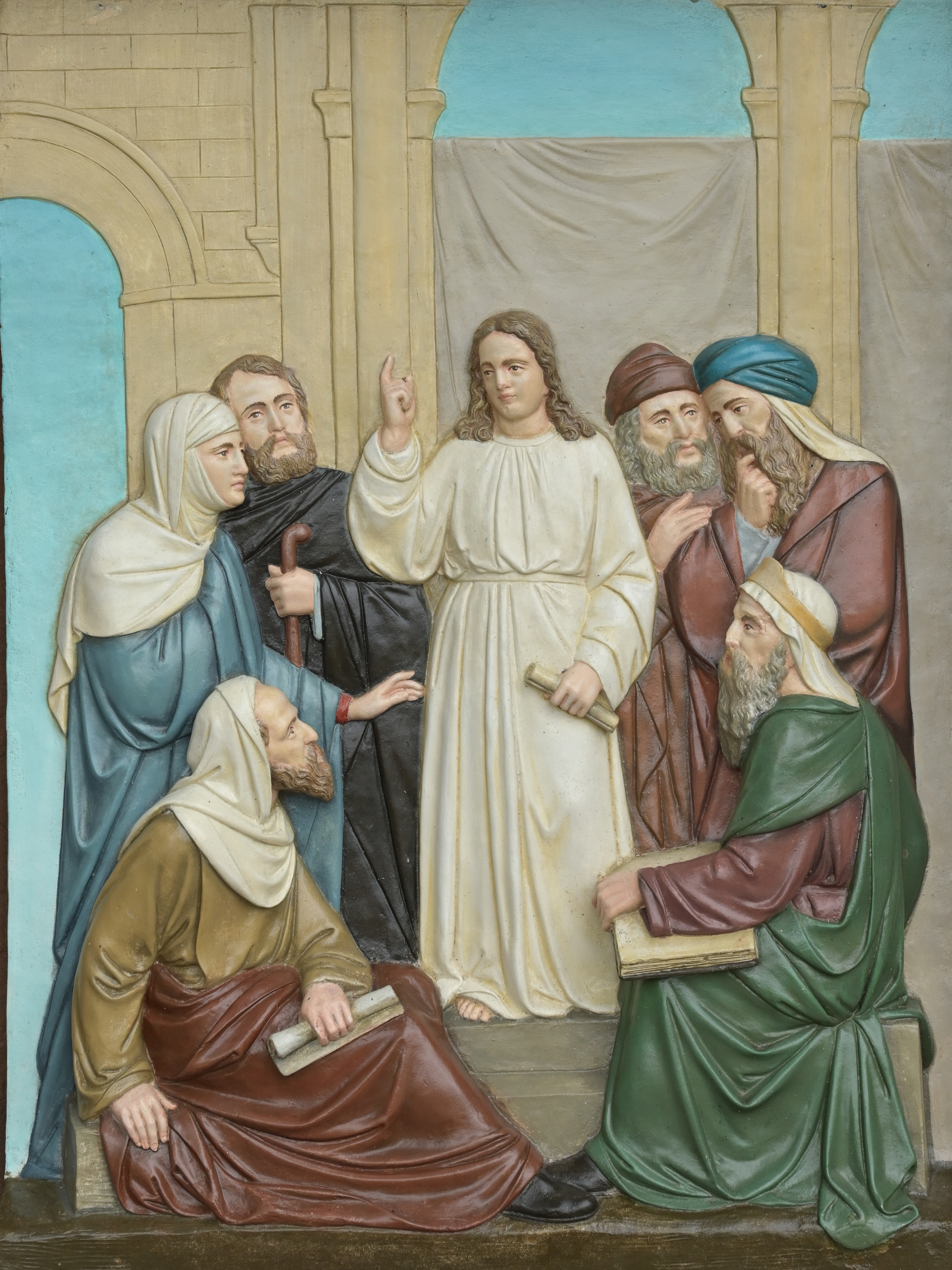
III. Der zwölfjährige Jesu im Tempel
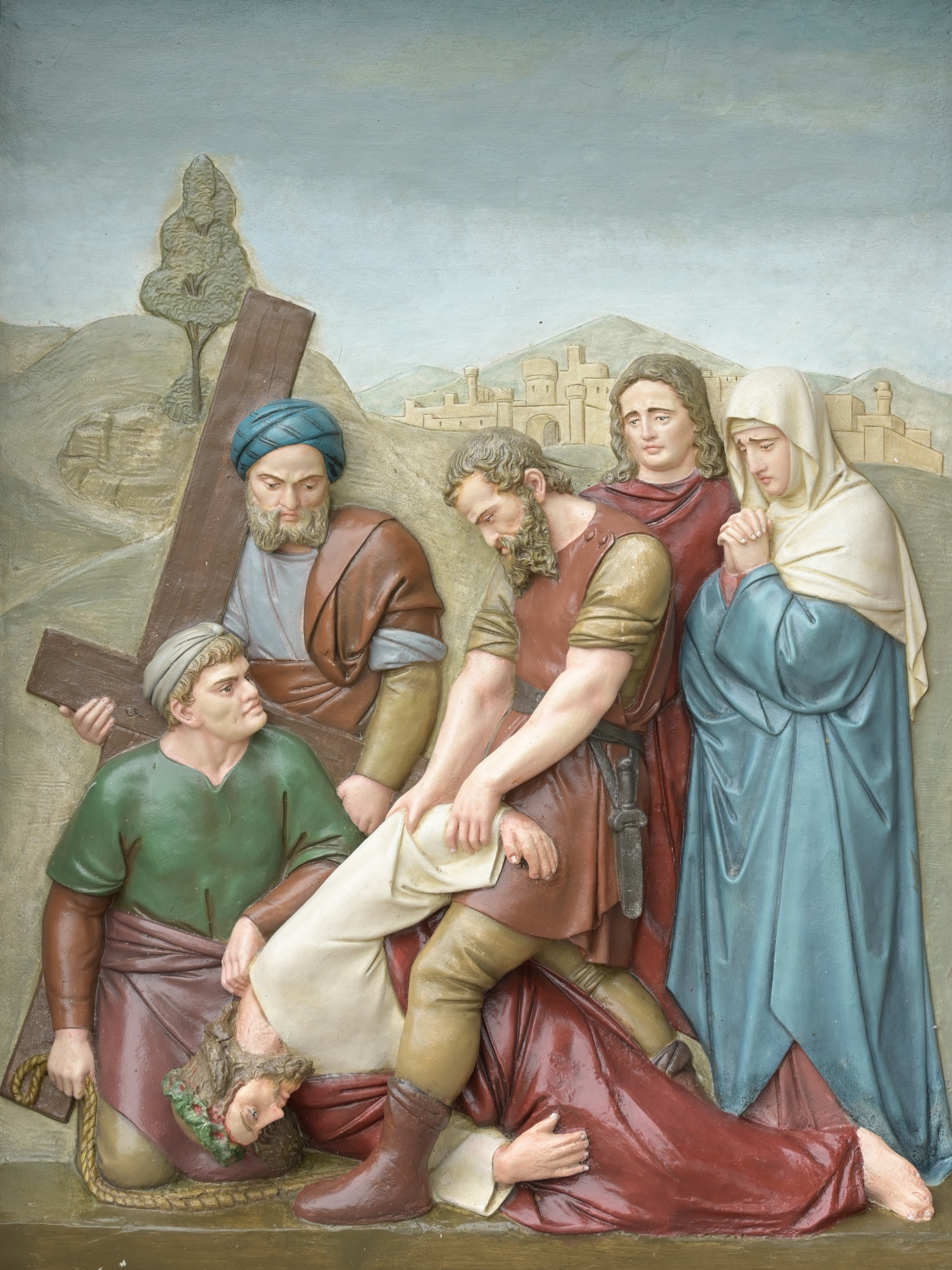
IV. Die Gefangennahme und Kreuztragung Jesu
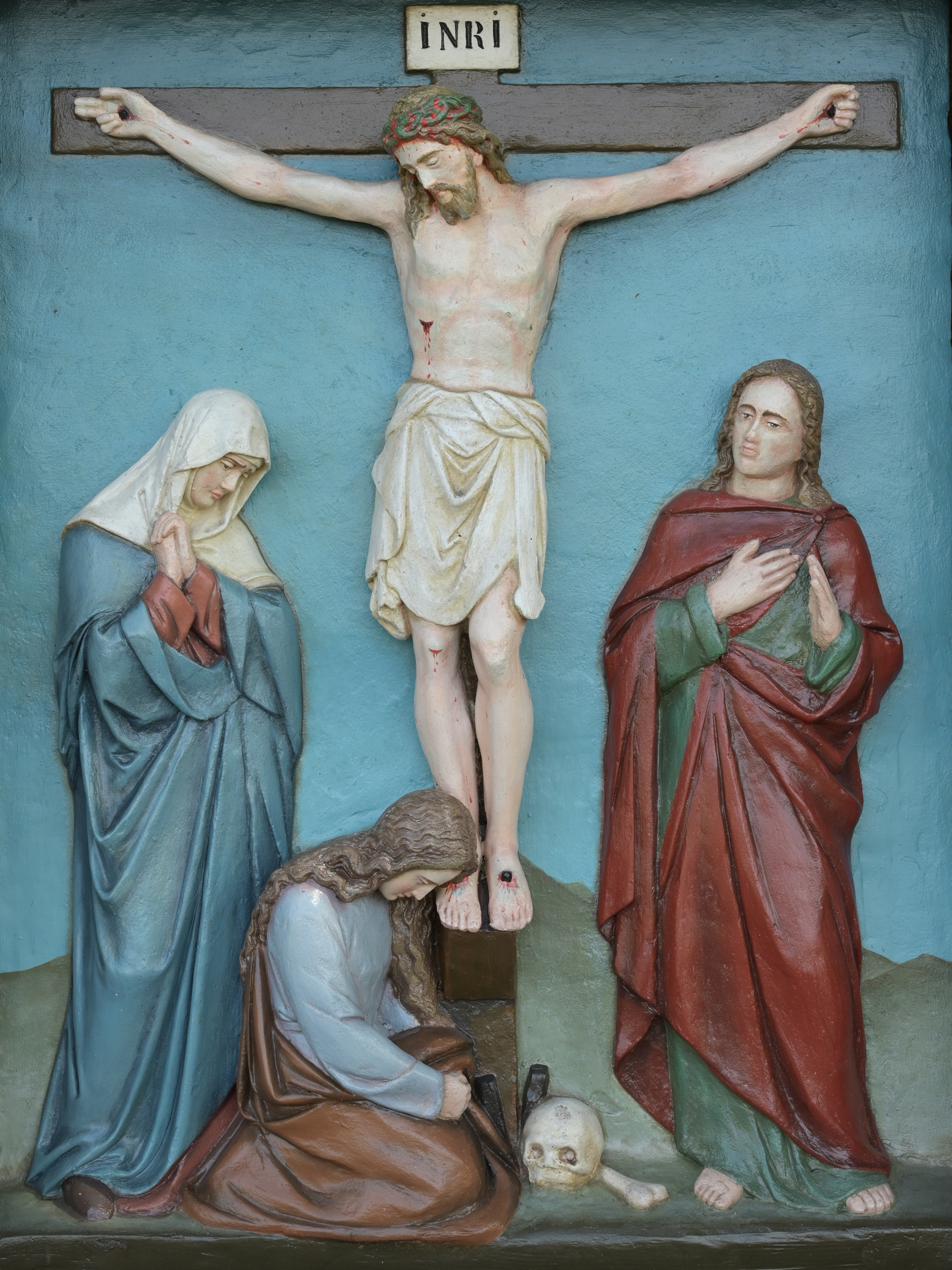
V. Die Kreuzigung Jesu
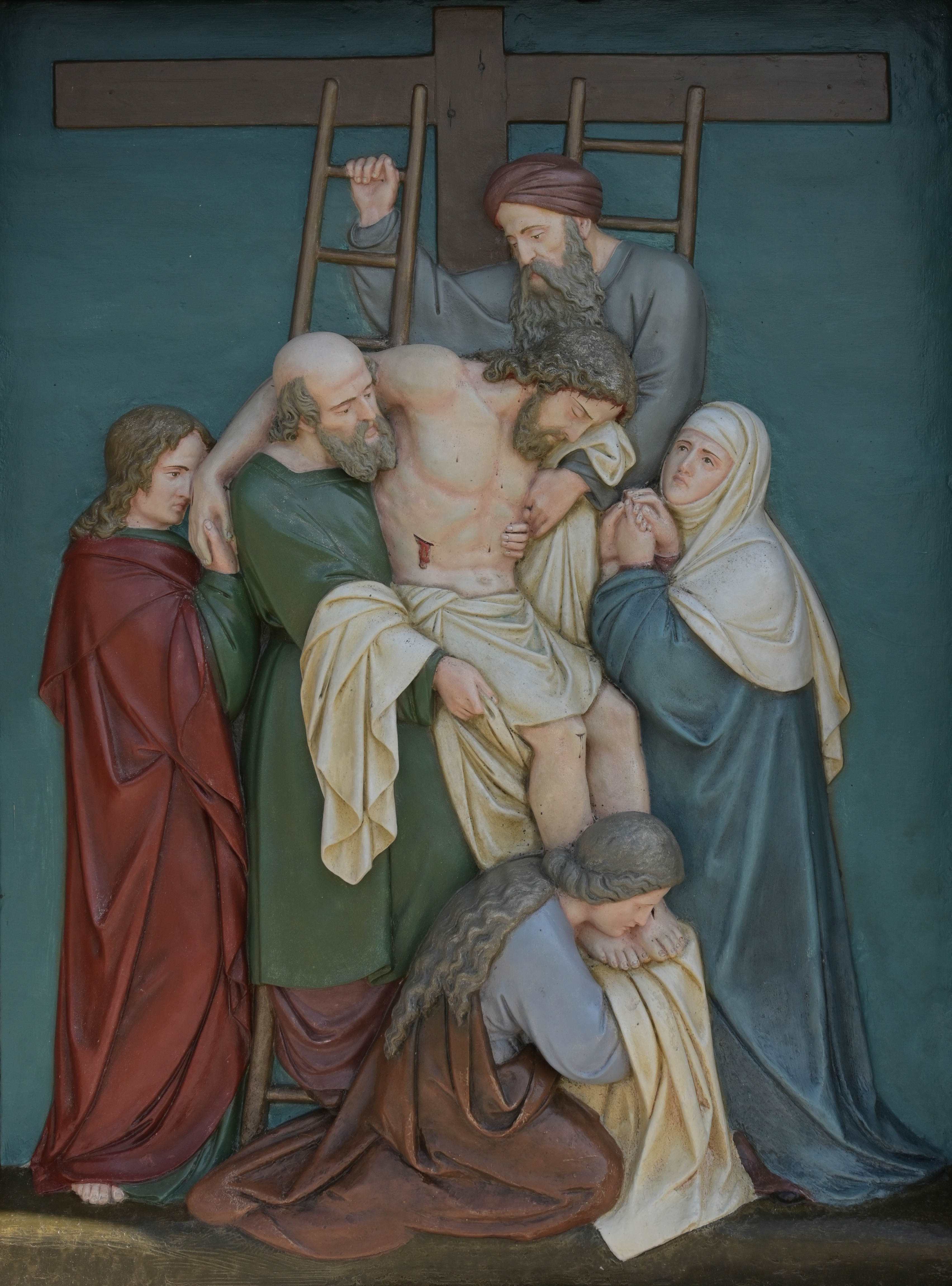
VI. Die Kreuzabnahme Christi
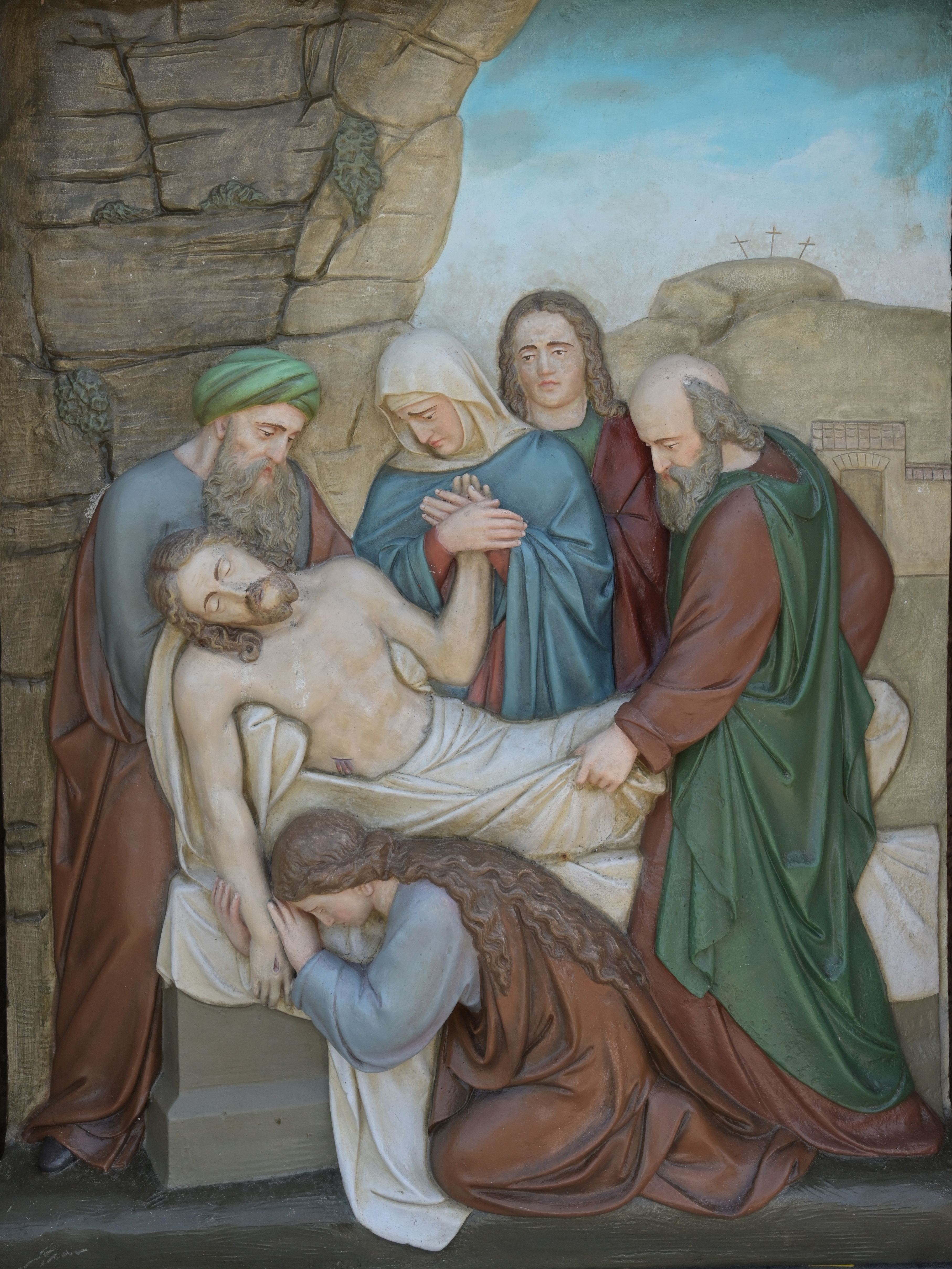
VII. Die Grablegung Christi